# Callion
Callion, spesso citata anche come Callipolis, (in greco antico: Κάλλιον?) era una città dell'antica Grecia ubicata in Etolia.

## Storia
Tucidide cita il suo popolo nel quadro della guerra del Peloponneso, sottolineando che caliei e bomiei, che si trovavano vicino al Golfo Meliaco, facevano parte della tribù degli ofionei.
Polibio, da parte sua, dice che il monte Corax si trovava tra Callion e Naupatto.
Pausania narra di una spedizione di Galati in Etolia nel 279 a.C. durante la quale distrussero la città di Calio e massacrarono i suoi abitanti.
Viene individuata nell'attuale Velouchovo.